# Roccanova-festő
A Roccanova-festő az i. e. 4. század második felében Dél-Itáliában, Lukániában alkotó görög vázafestő volt. Pontos születési és halálozási dátuma nem ismert, és mivel nem szignálta alkotásait neve sem maradt ránk. Nevét a régészeti helyszínnél lévő temetőről kapta ahol számos vázáját megtalálták. Vázái mellett a Dareiosz-festő műhelyéből származó i. e. 340 és 330 közé datálható apuliai eredetű edények is előkerültek, mindkét edénycsoportot Tarantóban őrzik. A Roccanova-festő feltételezhetően valamivel i. e. 340 előtt kezdte karrierjét, mivel korai vázáinak hátoldalán a Brooklyn-Budapest-festő hatása ismerhető fel,  bár az előoldalak inkább az apuliai "egyszerű" díszítésmód i. e. 360-50 közötti szakaszához állnak közelebb.
A Primato- és A nápolyi 1959 festője mellett a késői lukániai vörösalakos vázafestészet egyik képviselője volt. Provinciális alkotó volt, témaválasztásában nélkülözött minden eredetiséget és egy szűk készletből kiválasztott figurákat ismételt edényein. Jellegzetes figurája a többé-kevésbé apuliai mintákból átvett, ujjatlan khitónba öltözött nőalak csomókban végződő vékony fekete övvel a derekán. Ruhátlan férfialakjai ülnek vagy állnak, legtöbbször egyik kezünkben tükröt vagy faágat tartanak, míg a másikban drapériát. Amikor csak két alakot ábrázolt a figurákat gyakran másodlagos díszítőelemekkel, palmettákkal, csavarodó vonalakkal, csepp alakú díszítményekkel választotta el egymástól. 
Vázáinak legnagyobb része olyan agyagból készült, ami világos színre égett ki, ezért egy sötétebb agyagréteggel vonták be. Ezeken a "piros és fehér" edényeken az eredeti világosabb színt meghagyták azokon a területeken ahol a nőalakok bőre látszik, így fehérnek tűnik a sötétebb háttér mellett és többszínű hatást kelt.
Másodlagos díszítésein gyakran használt feketealakos technikát is különösen a palmettákon. Virágmotívumai könnyen felismerhetőek és nagymértékben különböznek az egykorú apuliai díszítőelemektől. 
Késői munkáin úgy tűnik a művész elvesztette érdeklődését, alaktalan figuráinak művészi színvonala drámaian leromlott, arcuk kifejezéstelenné vált. 